# Copa de Competencia de Primera División de las entidades disidentes
La Copa de Competencia fue un torneo oficial, no regular, disputado entre equipos de la Primera División del fútbol argentino, que se jugaba por eliminación directa, a un único partido en estadio neutral. Tres fueron las versiones organizadas por las que eran en su momento asociaciones disidentes de la oficial que regía oportunamente el fútbol en Argentina y, por ende, no reconocidas en ese entonces por FIFA: la Federación Argentina de Football, la Asociación Amateurs de Football y la Liga Argentina de Football.
De todos modos, los torneos tienen carácter oficial debido a que fueron organizados por asociaciones deportivas que luego se fusionaron con las entidades que constituyen la continuidad institucional de la Asociación del Fútbol Argentino.

## Copa de Competencia «La Nación»
La primera versión de estas copas, llamada Concurso por Eliminación, y también Copa Competencia «La Nación» —dado que el trofeo fue aportado por las autoridades del diario de dicho nombre— en la que también intervinieron equipos de segunda división, fue un torneo oficial del fútbol argentino organizado por la Federación Argentina de Football, organismo disidente de la Asociación Argentina de Football entre 1912 y 1914, a la que luego se integró. En la primera edición participaron también tres equipos de la Federación Rosarina de Football, que clasificó a uno de sus representantes directamente para la ronda semifinal, mientras que los otros dos se enfrentaron en cuartos de final.
La edición de 1914, segunda y última en disputarse, solo se organizó entre equipos de Buenos Aires, ya que la Federación Rosarina se disolvió y los clubes que participaban en ella volvieron a integrar la Liga Rosarina de Football, la asociación oficial.

### Campeones
| Año  | Campeón         | Resultado | Subcampeón           |
| ---- | --------------- | --------- | -------------------- |
| 1913 | Rosario Central | 3 - 2     | Argentino de Quilmes |
| 1914 | Independiente   | [ 5 ]     | Argentino de Quilmes |

### Palmarés
| Equipo               | Campeonatos | Subcampeonatos  |
| -------------------- | ----------- | --------------- |
| Independiente        | 1 (1914)    | -               |
| Rosario Central      | 1 (1913)    | -               |
| Argentino de Quilmes | -           | 2 (1913 y 1914) |

## Copa de Competencia de la Asociación Amateurs
La segunda versión fue organizada por la Asociación Amateurs de Football, liga paralela a la Asociación Argentina de Football, que existió entre 1919 y 1926, año en que se fusionó con esta última. Fue jugado por primera vez en 1920, con clubes del Gran Buenos Aires, La Plata y Rosario, enrolados en las ligas disidentes; aunque posteriormente, en esta última ciudad, la Asociación Amateurs Rosarina de Football se disolvió, y los clubes que la conformaban volvieron a integrar la Liga Rosarina de Fútbol.

### Campeones
| Año  | Campeón         | Resultado           | Subcampeón          |
| ---- | --------------- | ------------------- | ------------------- |
| 1920 | Rosario Central | 2 - 0               | Sportivo de Almagro |
| 1924 | Independiente   | 1 - 1, 0 - 0, 1 - 0 | Sportivo de Almagro |
| 1925 | Independiente   | 2 - 0               | Sportivo Palermo    |
| 1926 | Independiente   | 3 - 1               | Lanús               |

### Palmarés
| Equipo              | Campeonatos           | Subcampeonatos  |
| ------------------- | --------------------- | --------------- |
| Independiente       | 3 (1924, 1925 y 1926) | -               |
| Rosario Central     | 1 (1920)              | -               |
| Sportivo de Almagro | -                     | 2 (1920 y 1924) |
| Sportivo Palermo    | -                     | 1 (1925)        |
| Lanús               | -                     | 1 (1926)        |

## Copa de Competencia de la Liga Argentina
La tercera versión, en la década de 1930, la organizó la Liga Argentina de Football, entidad paralela a la Asociación Argentina de Football (Amateurs y Profesionales) hasta que ambas se fusionaron en 1934 con el nombre de Asociación del Football Argentino (castellanizada en 1946). En las dos ediciones, de 1932 y 1933, participaron los equipos de Primera División del torneo oficial en curso.

### Campeones
| Año  | Campeón     | Resultado | Subcampeón             |
| ---- | ----------- | --------- | ---------------------- |
| 1932 | River Plate | 3 - 1     | Estudiantes (LP)       |
| 1933 | Racing Club | 4 - 0     | San Lorenzo de Almagro |